# 高根村 (愛知県)
高根村（たかねむら）は、愛知県渥美郡にあった村である。
現在の豊橋市の一部（高塚町・東七根町・西七根町など）に該当する。

## 歴史
- 1878年（明治11年） - 上細谷村、下細谷村、小島村、小松原村、寺沢村、西七根村、東七根村が合併し、五並村となる。
- 1884年（明治17年） -
  - 五並村が上細谷村、下細谷村、小島村、小松原村、寺沢村、七根村[1]に分立する。
  - 豊南村の一部[2]が分立し、高塚村となる。
- 1889年（明治22年）10月1日 - 高塚村、七根村が合併し、高根村が発足。
- 1906年（明治39年）8月31日 - 豊南村と合併し、高豊村が発足。同日高根村は廃止。

## 教育
- 高根尋常高等小学校（現・豊橋市立高根小学校）